# Eucalyptol
Eucalyptol of 1,8-cineool is een monoterpenoïde en een cyclisch ether. Het is een kleurloze, ontvlambare vloeistof met een frisse, kamferachtige geur. Het komt voor in de natuur; het is het hoofdbestanddeel van eucalyptusolie, die men verkrijgt door stoomdestillatie van de bladeren van de blauwe gomboom (Eucalyptus globulus) en andere Eucalyptussoorten. In kleinere hoeveelheden komt het ook voor in de etherische olie van de kamferboom, munt, tijm, basilicum, salie en andere aromatische kruiden. Zuiver eucalyptol kan men uit eucalyptusolie verkrijgen door fractionele destillatie.

## Toepassingen

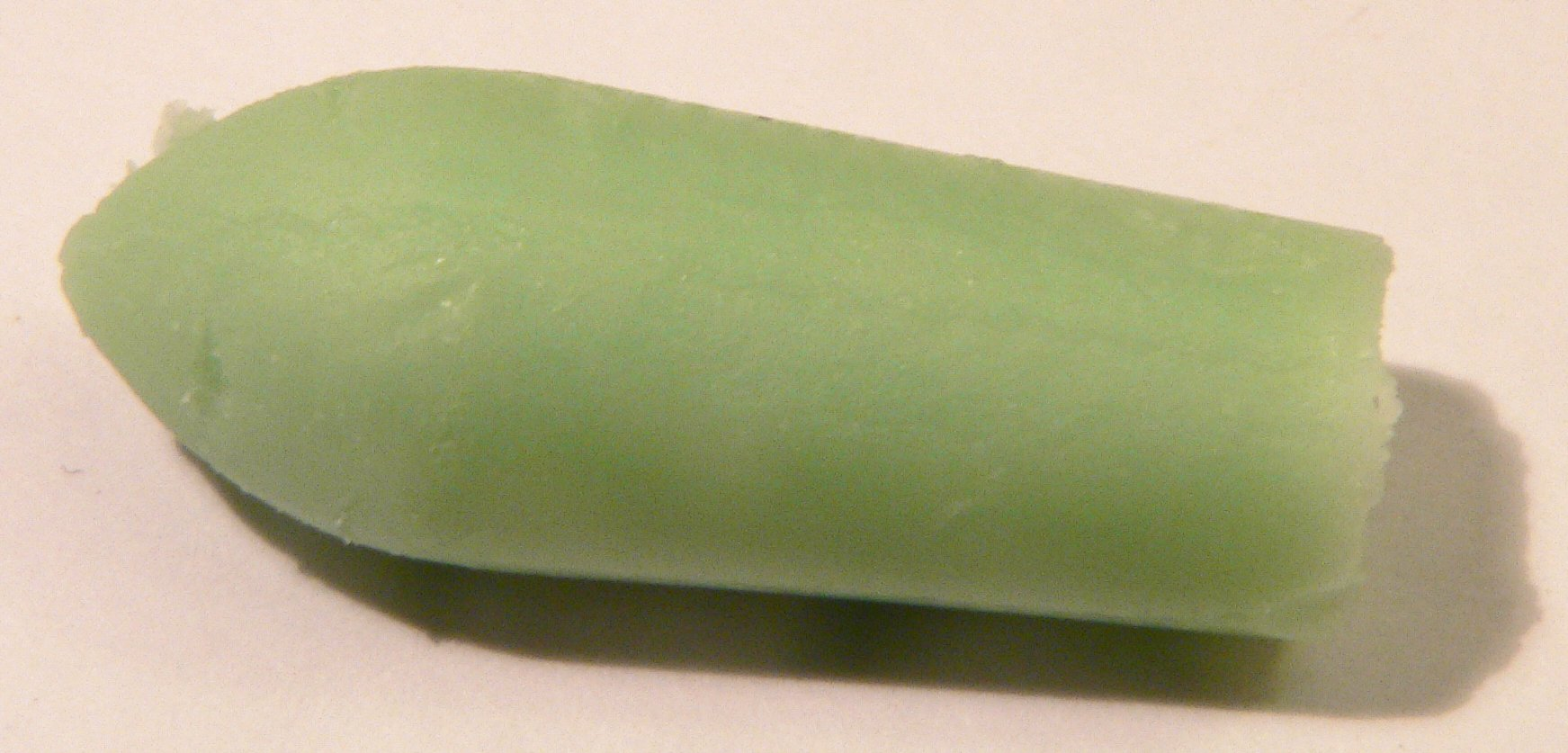
Zetpil met eucalyptol.

Eucalyptol is een expectorans en het maakt het slijm in de ademhalingswegen los. Het is een ingrediënt van verscheidene mondwaters (onder meer Listerine), hoestmiddelen en middelen voor de behandeling van ademhalingsproblemen, waaronder myrtol dat bestaat uit de drie monoterpenen D-limoneen, alfa-pineen en eucalyptol. Deze middelen zijn echter niet geschikt voor kleine kinderen. Eucalyptol is immers giftig als er te veel van wordt ingenomen of ingeademd. Bij hoge dosering kan misselijkheid, braken, kramp en zelfs coma optreden.
Omwille van de verfrissende geur en de kruidige smaak wordt het gebruikt in cosmetica, parfumsamenstellingen en als smaakstof. In de Europese Unie mag eucalyptol zonder gebruiksbeperkingen gebruikt worden als aromastof in levensmiddelen.
Eucalyptol kan ook gebruikt worden als oplosmiddel voor rubber.